# 洞裡的月亮
《洞裡的月亮》，是一部描寫李氏家族的故事，由導演黃駿傑所指導的電視電影，由孫可芳、李淳、王滿嬌、鄭志偉、蘇炳憲、何豪傑、孫淑媚、黃迪揚等實力派演員領銜主演，在2021年10月3日開鏡儀式，2021年10月13日拍攝殺青，於2022年4月15日在中視和MyVideo同步22:00首播。

## 播出時間
以下時間以當地時間（台灣時間）為準

### 首播
| 頻道    | 所在地 | 播映日期      | 播映時間                  |
| 中視    | 臺灣   | 2022年4月15日 | 22:00-23:55播出（含廣告） |
| MyVideo | 臺灣   | 2022年4月15日 | 22:00-23:31播出（無廣告） |

### 重播
| 頻道       | 所在地 | 播映日期      | 播映時間                  |
| MyVideo    | 臺灣   | 2022年4月16日 | 00:00起上架（無廣告）     |
| 中天娛樂台 | 臺灣   | 2022年4月17日 | 22:00-23:55播出（含廣告） |

## 劇情簡介
在臺北市即將開幕的私廚廚房中，女主角李心悅（孫可芳飾）男主角廚師季蔚然（李淳飾），已經計畫好在臺北開一間私廚，在探討菜單料理試菜時，心悅勾起與過世父親一同做菜的回憶，回到故鄉臺南找那道料理的記憶，這記包含了味蕾、成長、生命、過往與家族等，在回到故鄉臺南卻是意外捲入叔伯爭產和老人長照的家族戰爭。

## 演員列表

### 主要演員
| 演員   | 角色   | 介紹                     |
| 孫可芳 | 李心悅 | 李名華女兒，季蔚然女朋友 |
| 李淳   | 季蔚然 | 李心悅男朋友             |
| 王滿嬌 | 李王蘭 |                          |
| 鄭志偉 | 李名響 |                          |
| 蘇炳憲 | 李名揚 |                          |
| 何豪傑 | 李名豐 |                          |

### 次要演員
| 演員   | 角色   | 介紹 |
| 孫淑媚 |        |      |
| 黃迪揚 | 李名華 |      |

### 其他演員
| 演員   | 角色 | 介紹 |
| 賴雨霏 |      |      |

## 電視劇歌曲
| 曲別   | 歌名 | 演唱者 | 作詞 | 作曲 | 編曲 | 製作人 |
| 片頭曲 |      |        |      |      |      |        |
| 片尾曲 |      |        |      |      |      |        |

## 工作人員列表

### 製作團隊
導演： 黃駿傑

## 獎項紀錄
| 年份   | 獎項         | 類別             | 入圍者 | 結果 |
| 2022年 | 第57屆金鐘獎 | 戲劇類節目攝影獎 | 陳麒文 | 提名 |
| 2022年 | 第57屆金鐘獎 | 戲劇類節目燈光獎 | 鍾瓊婷 | 提名 |

## 外部連結
- MyVideo 影音隨看的Facebook專頁
- 洞裡的月亮- 闔家觀賞- 電影線上看 - MyVideo